# Statilia Messalina
Statilia Messalina (35 circa – post 69) è stata una nobildonna e imperatrice romana, terza moglie dell'imperatore Nerone.

## Origini familiari
Poco si sa della sua famiglia ma Svetonio ci riferisce che era bisnipote del console del 26 a.C. Tito Statilio Tauro. Messalina era inoltre figlia del console del 45 Tito Statilio Tauro Corvino, che fu coinvolto in una congiura contro l'imperatore Claudio nel 46, o di una sua sorella.

## Biografia
Messalina si sposò in quarte nozze con il nobile Marco Giulio Vestino Attico, console nel 65. Nel 65 il marito fu costretto al suicidio dall'imperatore Nerone, sia perché era accusato di aver partecipato ad una congiura contro di lui, sia perché il Principe ne voleva la moglie. Nello stesso anno morì la moglie incinta di Nerone, Poppea Sabina, e quindi l'imperatore sposò Messalina l'anno seguente. Il 9 giugno del 68 Statilia andò via dal palazzo imperiale e quello stesso giorno Nerone morì. In seguito alla morte del marito Statilia rimase a Roma e nel 69 rifiutò il fidanzamento dell'imperatore Otone, che regnò per soli tre mesi. Le ultime notizie di Messalina si hanno sotto Domiziano, quando la nobildonna era "una delle regine dei salotti romani".